# (74380) 1998 XR13
(74380) 1998 XR13 – planetoida z pasa głównego asteroid okrążająca Słońce w ciągu 4,46 lat w średniej odległości 2,71 j.a. Odkryta 15 grudnia 1998 roku.